# Baza
Baza ist eine südspanische Stadt und eine Gemeinde (municipio) mit insgesamt 20.562 Einwohnern (Stand: 2024) im Osten der Provinz Granada in der Autonomen Region Andalusien. Der alte Ortskern ist seit dem Jahr 2003 als Kulturgut (Bien de Interés Cultural) in der Kategorie Conjunto histórico-artístico anerkannt.

## Lage und Klima
Die ca. 845 m hoch gelegene Stadt Baza liegt nördlich des teilweise über 2000 m hohen Bergzugs bzw. des Naturparks Sierra de Baza. Die Provinzhauptstadt Granada befindet sich ca. 100 km (Fahrtstrecke) südwestlich; die Bergregion um Huéscar liegt etwa 50 km nordöstlich. Das Klima im Winter ist gemäßigt, im Sommer dagegen warm bis heiß; die geringen Niederschlagsmengen (ca. 335 mm/Jahr) fallen – mit Ausnahme der nahezu regenlosen Sommermonate – verteilt übers ganze Jahr.

## Bevölkerungsentwicklung
| Jahr      | 1857   | 1900   | 1950   | 2000   | 2020   |
| Einwohner | 13.637 | 12.770 | 23.450 | 20.818 | 20.430 |

Die Mechanisierung, die Aufgabe bäuerlicher Kleinbetriebe („Höfesterben“) und der daraus resultierende Verlust von Arbeitsplätzen hat die Bevölkerungsentwicklung in der zweiten Hälfte des 20. Jahrhunderts kaum beeinflusst. Zur Gemeinde gehören auch die Weiler (pedanías) Benacebada, Baúl, La Jamila und Río de Baza sowie mehrere verstreut liegende Einzelgehöfte (fincas).

## Wirtschaft
Die Bewohner früherer Zeiten wurden teils von den Bauern der Umgebung mit Lebensmitteln versorgt, teils lebten als Selbstversorger von den Erträgen ihrer Felder und Hausgärten. Außerdem betrieben sie in geringem Umfang auch Viehzucht (v. a. Schafe, Ziegen und Schweine); Esel wurden als Tragtiere gehalten. Dieser Zustand wandelte sich erst mit dem Ausbau der Infrastruktur im 20. Jahrhundert. Heute dominieren Oliven- und Mandelbaumplantagen; daneben spielt auch der Anbau von Gemüse (lechuga) und Gerste (cebada) eine wichtige Rolle im Wirtschaftsleben der Stadtgemeinde. Im Ort selbst haben sich Kleinhändler, Handwerker und Dienstleistungsbetriebe aller Art angesiedelt.

## Geschichte

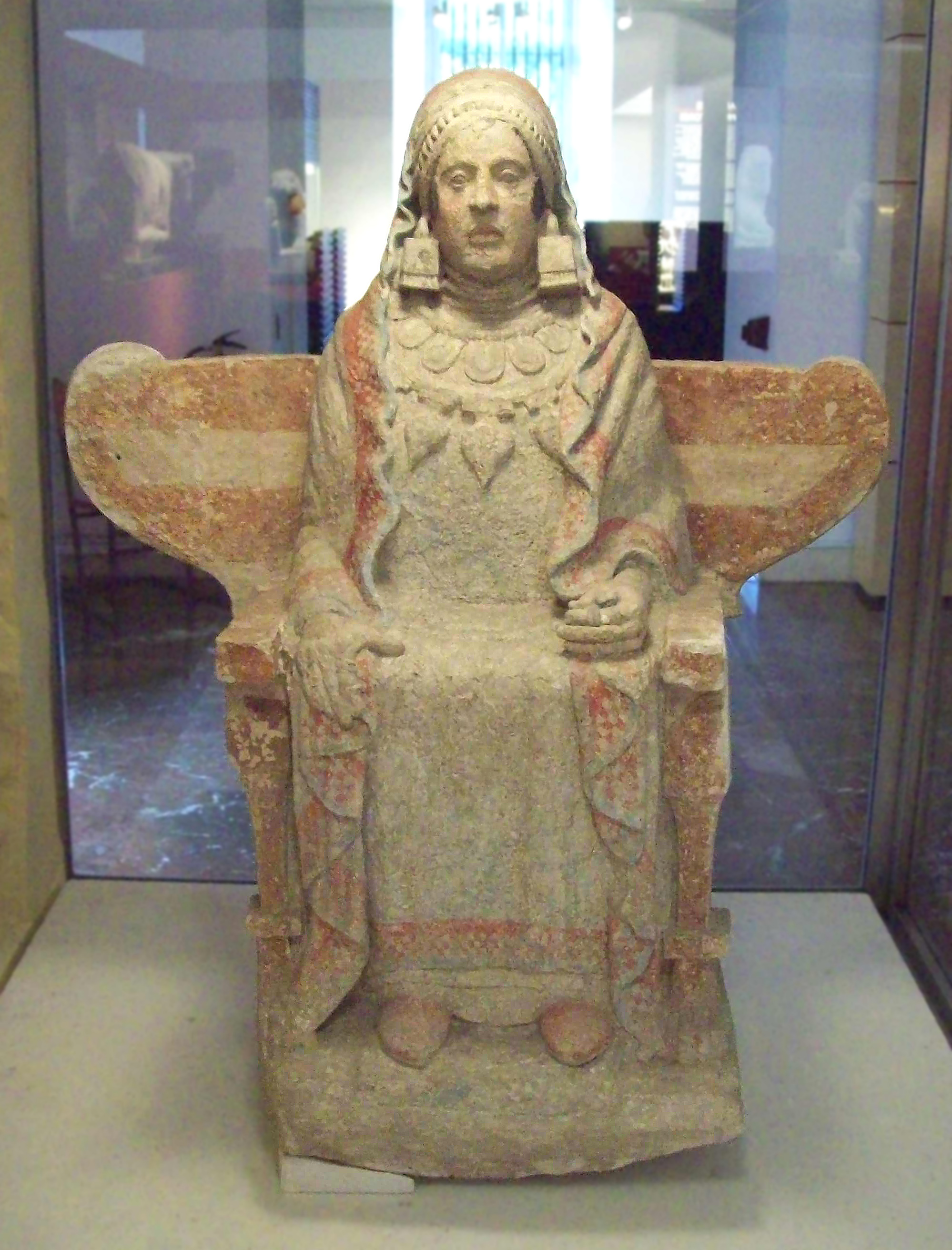
Dama de Baza

Die Stadt geht auf die iberische Siedlung Basti zurück. Bei Ausgrabungen wurde am 22. Juli 1971 die sogenannte Dama de Baza aus dem 4. Jahrhundert v. Chr. entdeckt, deren Original sich heute im Museo Arqueológico Nacional de España in Madrid befindet; im Archäologischen Museum von Baza befindet sich eine Nachbildung.
Unter den Römern war die Stadt ein bedeutendes Handelszentrum und unter den Mauren war sie ein Zentrum der Seidenherstellung in Al-Andalus.
Nach der Rückeroberung der von muslimischen Herrschern gehaltenen Gebiete Spaniens durch die Katholischen Könige (reconquista) verlor die Stadt an Bedeutung; die maurische Alcazaba-Festung wurde durch Erdbeben größtenteils zerstört.

## Sehenswürdigkeiten

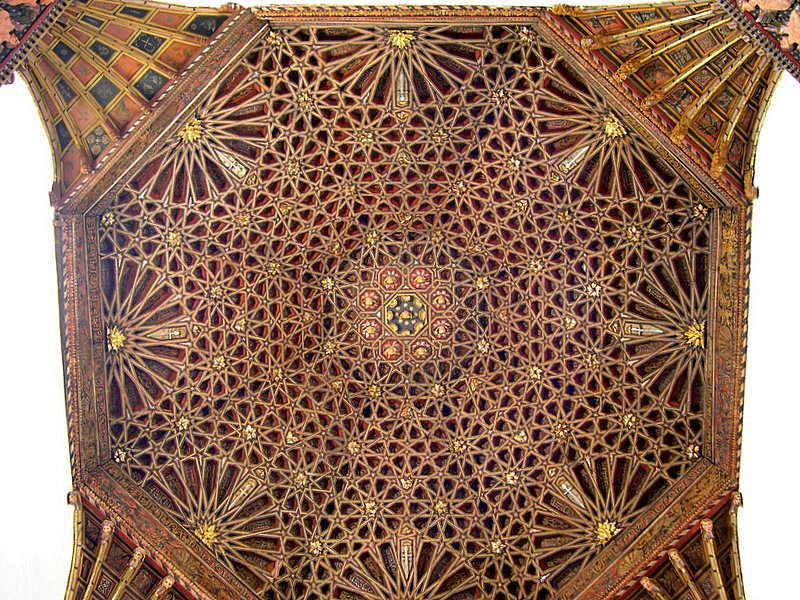
Artesonado-Decke in der Iglesia de Santiago

- Baza besitzt wie das bekanntere Guadix ein Viertel mit Wohnhöhlen.
- Zentrum der Stadt ist die Plaza Mayor mit der Hauptkirche und dem alten Rathaus aus dem Jahr 1590, in welchem heute das kleine archäologische Museum der Stadt mit einer Replik der Dama de Baza untergebracht ist.[5]
- Die dreischiffige Renaissancekirche Santa María de la Encarnación (ehemals Konkathedrale des Bistums Guadix) stammt aus dem 16. Jahrhundert und wurde auf den Ruinen der arabischen Moschee errichtet. Die dekorativen Gewölbe der drei Schiffe sind gleich hoch (Hallenkirche). Die beiden Obergeschosse des Glockenturms (campanario) wurden nach einem Erdbeben im 18. Jahrhundert erneuert.[6]
- Die Iglesia de la Virgen de los Dolores besitzt einen schönen Camarín hinter dem Hauptaltar.[7]
- Der Palacio de los Enríquez ist ein repräsentativer Gebäudekomplex aus dem beginnenden 16. Jahrhundert.[8]
- Der ehemalige Getreidespeicher (posito) ist ein wappengeschmücktes Gebäude aus den Jahren 1766/67.[9]
- Im Stadtteil Santiago (ehemals Marzuela) befinden sich die Baños Arabes, maurische Bäder aus dem 10. Jahrhundert.[10]
- Die Iglesia de Santiago mit ihrer schönen Artesonado-Decke und die Iglesia de San Juan sind zwei Beispiele für den Mudéjar-Stil.

Umgebung
- Die Ruinen der iberischen, später römischen und westgotischen Stadt Basti befinden sich auf dem Cerro Cepero knapp 8 km (Fahrtstrecke) nordöstlich von Baza.
- Die Ruinen des aus maurischer Zeit stammenden Castillo de Benzalema liegt an der Embalse del Negratín ca. 15 km nördlich von Baza.

## Persönlichkeiten
- David Valero (* 1988), Mountainbiker